# メフディー・バーザルガーン
メフディー・バーザルガーン（ペルシア語: مهدی بازرگان; Mehdī Bāzargān; 1907年9月1日 – 1995年1月20日）はイランの研究者で、長年にわたる民主化運動家。1979年のイスラーム革命後、イラン暫定政府の首班として、革命後の初代首相となった。研究者としてはテヘラン大学工学部の初代学部長でもある。その誠実さとイスラーム諸学および世俗的科学に通暁する専門的知識から、宗教的知識人として深く尊敬され、現代イスラームの知的潮流の創始者のひとりとされる。

## 背景

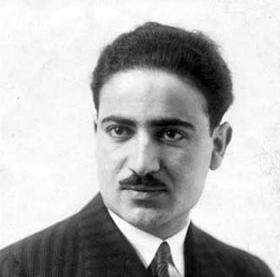
青年時代のバーザルガーン

バーザルガーンはイラン・アゼルバイジャン地方のアゼルバイジャン人一家に生まれ、テヘランで成長した。父ハーッジ・アッバースゴリー・タブリーズィー（1954年没）は一代で身を興した商人で、熱心なムスリムとしてテヘランのアゼルバイジャン系モスクやコミュニティの長を務めた。
バーザルガーンはパリのエコール・サントラル・パリで熱力学と工学を学んだ。卒業後、フランス軍に志願してドイツ軍と戦った。1940年代後半にフランスから帰国すると、テヘラン大学の初代工学部長となった。1951年、イラン国会はモハンマド・モサッデグの指導のもと、アングロ・イラニアン石油会社を国有化して国営イラン石油会社とし英国の支配下から離脱させた。バーザルガーンはモサッデグ政権のもとで、初代国営イラン石油会社社長を務めることになる。
モサッデグ政権が崩壊すると、バーザルガーンはイラン自由運動を同志とともに設立。同党綱領はモサッデグの国民戦線に近いものであった。バーザルガーンはシャーをイランの正当な君主として受け入れたが、政治的理由から数度にわたって投獄されている。

## イラン・イスラーム革命

ホメイニーの背後で議会不在時の首相として宣誓するバーザルガーン

革命によってシャーが亡命すると1979年2月4日、バーザルガーンはアーヤトッラー・ホメイニーによってイランの首相に任命された。バーザルガーンは革命における民主主義と自由主義の表看板のひとりと目され、革命が進行するにつれ、ホメイニー自身を含む急進的宗教指導者らと衝突するようになる。敬虔なムスリムであったが「イスラーム民主共和国」を求めるバーザルガーンは「イスラーム共和国」の名称にまず異を唱えた。また非神政の当初の憲法草案の支持者であって、憲法起草専門家会議、および専門家会議によって提起され、最終的にイラン・イスラーム共和国憲法となる憲法草案にも反対した。
イランアメリカ大使館人質事件発生後の11月4日、バーザルガーン内閣は総辞職した。この辞任は、大使館人質事件に対する抗議、および人質解放を達成できない政権の無力さを認識したためのものと考えられている。しかし、この時点でバーザルガーンの望む自由民主主義や西側との和解が不可能なことはもはや明白でもあった。

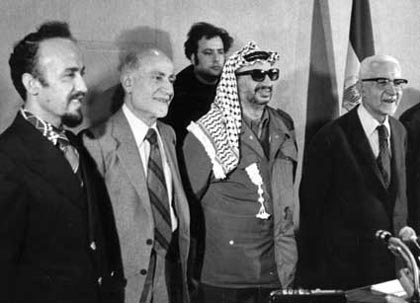
バーザルガーン。ヤーセル・アラファートとともに

バーザルガーンは、新たに設立されたイスラーム共和国においても第1期イスラーム共和国議会の議員として政治活動を続けた。公然とイスラーム文化革命に反対し、市民による統治と民主主義を継続して唱えた。1982年11月、バーザルガーンはイスラーム共和国の方向性について不満を表明し、当時の国会議長アクバル・ハーシェミー・ラフサンジャーニーに公開書簡を送付し次のように述べている。
その後、1985年の大統領選挙へ立候補するが、監督者評議会の審査により却下されている。1995年1月20日、テヘランからスイスのチューリヒに赴く途上、心臓発作で没した。
バーザルガーンは現代イスラーム思想家の中にあって、立憲主義と民主主義の必要性を唱えた、自由民主的イスラーム主義者の代表的人物として特に考慮に値すべき人物される。彼はイラン・イラク戦争の継戦と政治・社会・経済へのイスラーム法学者のあらゆる関与に反対し、その結果、イランにおける活動家や若い革命闘士らに悩まされることになったのである。

## 社会進化の法則
バーザルガーンは1946年の「人間熱力学の生理的一分析」の寄章、1956年の著書『愛と崇拝—人間熱力学』など人間の熱力学分野における初期的諸業績で知られる。『愛と崇拝』は獄中にあって著されたもので、ここでバーザルガーンは、宗教とその崇拝はイギリスの自然科学者であるチャールズ・ダーウィンの1859年の著作『種の起源』に説明されるように進化の副産物であり、社会の真の法則は熱力学法則に基づくものであると示すことを試みている。